# Arjen Roelofs
Arjen Roelofs (Hijum, 31 maart 1754 – aldaar, 11 mei 1828) was een Friese boer en sterrenkundige.
Roelofs werd geboren op de vroegere Hommema-sate bij Hijum, als jongste van vier zoons en twee dochters van een pachtboer. De oudste zoon, Klaas, was stuurmansleerling, maar vestigde zich ten slotte als dokter in Sexbierum. De andere drie jongens, Pieter, Albert en Arjen, hielden zich naast het boerenbedrijf met wiskunde en instrumentmaken bezig. Ze werden daarin gestimuleerd door hun moeder.
Nadat de ouders waren overleden, namen de drie broers de boerderij over. Hun zuster Antsje werd hun huishoudster. Geen van het viertal is ooit getrouwd, en ze zijn allen tot hun dood op de boerderij blijven wonen. Hun zuster Liesbeth trouwde met Hessel Hommema.

Roelofs zou polio hebben gekregen. Hij kon zijn rechterbeen niet goed meer gebruiken en later werd hij ook minder geschikt voor het boerenwerk. Hierdoor kon hij zich geheel aan zijn liefhebberijen wijden. Ook zijn broers deden mee. Pieter stond bekend als wiskundige maar was ook een vaardig instrumentmaker, die een door Arjen berekende telescoop bouwde. Albert was klokkenmaker. Pieter en Arjen deden ook meteorologische waarnemingen en maakten hiervoor hun eigen thermometers, hygrometers en instrumenten voor het meten van windkracht en windrichting.

## Vrienden
Eise Eisinga was regelmatig in Hijum te vinden. Hij zorgde ervoor dat de Franeker professor Jean Henri van Swinden een vaste bezoeker werd. Roelofs kreeg ook leerlingen. Zijn neef Roelof Hessels Hommema en diens vriend Rinse Bearts Gelder werden in Hijum opgeleid. Verder werkte Arjen veel samen met de instrumentmaker en boer Sieds Johannes Rienks uit Hallum. In 1817 dienden ze samen een plan voor de bouw van een telescoop in bij de Nederlandse regering. Het plan werd niet uitgevoerd, maar het trok de belangstelling van Koning Willem I, die de beide ontwerpers benoemde tot Broeder in de Orde van de Nederlandse Leeuw.

Roelofs heeft voor Rienks de meeste berekeningen uitgevoerd, onder andere voor de bouw van de telescopen voor Leiden en Utrecht waar Rienks in 1818 een opdracht voor had gekregen. Het tweetal kreeg overigens onenigheid tijdens het project, en de kwaliteit van de telescoop van Leiden (voltooid in 1821) bleek zo slecht dat deze in 1845 voor schroot werd verkocht. Die van Utrecht is nooit geplaatst.
Roelofs rekende ook voor Rienks uit wanneer er zonsverduisteringen waren. Ten tijde van de zonsverduistering van 7 september 1820 bevond zich dan ook een heel gezelschap bij Roelofs op de boerderij. Zijn broers waren al geruime tijd overleden - Pieter in 1801 en Albert in 1809 - maar de gouverneur van Friesland, jonkheer I.A Aebinga van Humalda, was aanwezig, en verder professoren uit Franeker, en zijn eigen medewerkers. Ook Eisinga was op de bijeenkomst afgekomen.
Roelofs nam verder vier Mercuriusovergangen waar, en wist van drie daarvan het begin en eind nauwkeurig vast te leggen. Zijn waarnemingen kwamen niet overeen met de baangegevens die destijds bekend waren. Als hij hier grotere bekendheid aan had gegeven was het waarschijnlijk mogelijk geweest de baan van Mercurius beter te berekenen, maar Roelofs was hiervoor waarschijnlijk te bescheiden.

## Andere projecten
Roelofs heeft zich nog met tal van andere zaken beziggehouden, waaronder bliksemafleiders, en betere zeedijken.
Boerderijen werden dikwijls door de bliksem getroffen. Roelofs bestudeerde het verschijnsel, onder andere met een vlieger. Zo kwam hij ertoe een bliksemafleider te bedenken. Hij liet ze door Rienks maken, en ze werden voor dertig gulden per stuk verkocht.
Na de Watersnood van 1825 werd onderzocht of de dijken konden worden verbeterd. Roelofs deed het provinciaal bestuur van Friesland een voorstel om de dijken anders aan te leggen. De toenmalige dijken waren vrij steil en werden beschermd door palen. Deze palen werden door de paalworm aangetast. Roelofs stelde nu voor om de palen af te schaffen en over te gaan op dijken met een glooiing, en ze met een stevige laag aarde te bedekken. Dat was overigens al eens bedacht door Willem Loré. Of Roelofs op de hoogte was van de ideeën van Loré is niet duidelijk.

## Overleden
Roelofs werd op 23 september 1817 benoemd tot Broeder in de orde van de Nederlandse Leeuw. De 'boerenprofessor' overleed op 74-jarige leeftijd, na een langdurige ziekte. Hij werd bij zijn broers en zuster begraven op het kerkhof van Hijum. De weg die van Oude Leije langs de plek loopt waar Hommema-state stond, heet naar hem Arjen Roelswei. Ook de school van Hijum is naar hem genoemd.

## Handschriften
Roelofs had het verder kunnen brengen dan hij het gebracht heeft. Zijn probleem was dat hij door en door een individualist was. Hij gebruikte doorgaans geen tabellen, maar rekende liever alles zelf uit. Bovendien had hij het uitstekend naar zijn zin in Hijum. Hij moet over zijn werk het nodige hebben geschreven, maar voelde er niets voor om dat uit te geven.
In 1829 kwam in Franeker onder de titel Levensberigten van Arjen Roelof Roelofs een boekje uit, geschreven door een kennis van Roelofs, boer Worp van Peyma uit Ternaard. Deze heeft gebruik kunnen maken van de handschriften van Roelofs. De meeste daarvan zijn sindsdien verloren gegaan. Er ligt nog het een en ander bij de familie, en het Eisinga Planetarium beschikt naast een telescoop van Roelofs over enkele van zijn handschriften. Ook het Tresoar in Leeuwarden heeft een collectie.